# ペンリス (ニューサウスウェールズ州)
ペンリス (Penrith) は、オーストラリア・ニューサウスウェールズ州にあるシドニーのサバーブ。シティ・オブ・ペンリスの市役所が設けられており、シドニー中心業務地区の西、50kmの地点にある。ネピアン川の東岸に位置する。

## 歴史
ペンリスの名は、イングランド・カンブリア州の同名の都市に由来する。ペンリスの名前の初出は、1819年である。

### アボリジニの時代
ヨーロッパ人がオーストラリア大陸に上陸する以前のペンリスは、ダラグ人の部族であるマルゴア部族が居住していた。彼らは、「gunyahs」と呼ばれる間に合わせの帽子を被りカンガルーなどの野生動物やネピアン川の魚、ヤムイモなどを狩猟・採集する生活を営んできた。マルゴア部族の人々の多くは、ヨーロッパ人が持ち込んだ天然痘によって、彼らの上陸後に死に絶えた。

### イギリスの植民の開始
現在のペンリスの地域を最初に探検したのは、ワトキン・テンチである。彼は、エヴァン・ネピアン卿にちなんで、地域に流れる川をネピアン川と名づけた。ニューサウスウェールズ植民地の第3代総督であるフィリップ・ギドリー・キングが1804年、ダニエル・ウッドリフに1000エーカーの土地を与えたことが、この地区の植民の開始である。1814年、ウィリアム・コックスがウッドリフの土地を通り抜ける形で、シドニーからブルー・マウンテンズへ至る道路を建設した。1817年には、ペンリスに法廷が建設された。1828年には、郵便局が、1844年には、聖公会の教会である聖スティーブンス教会が、1850年には、カトリックの教会である聖ニコラス教会が建設された。
ペンリスの発展には、2人の人物が大きくかかわっている。一人目が、トーマス・ジェミソン（1752年/53年-1811年）である。彼は、1788年のファースト・フリートの乗組員の一人である。シティ・オブ・ペンリスのサバーブであるジェミソンタウンは彼の名前にちなんでいる。二人目が、トーマスの子供で、ジョン・ジェミソン（1776年-1844年）である。1824年、ジョンは、ニューサウスウェールズ最初のジョージア建築であるリージェントヴィル・ハウスをネピアン川を臨む場所に建設した。さらに、ジョンは、印象的な農業関連の不動産を残し、さらには、ニューサウスウェールズ州上院の議員になった。彼が建設したリージェントヴィル・ハウスは、1868年に消失したが、建築資材の多くがペンリス周辺の建築資材として再利用された。
他に著名な人物として、バッキンガムシャーから移住したトーマス・フロスト（1862年没）と彼の妻であるサラである。サラは、サミュエル・マースデンによって洗礼を受け、彼女の兄弟であるロバート・ロープは、オーストラリアで生まれた最初のヨーロッパ人であると評判を受けた 。ニューサウスウェールズ総督であったトーマス・ブリスベーンに陳情を重ねた結果、1822年10月13日、トーマス・フロストは、囚人の立場から解放され、ネピアン川沿いに20ヘクタールの農地と125頭の家畜を持つことが許された。「（前任の総督である）ラックラン・マッコーリーはフロストが農地を経営することを喜んでいる」とフロストは言った。フロストは、さらに20ヘクタールの土地をバサーストに保有した。フロストの墓は、よい状態でペンリスの聖スティーブンス教会に保存されている。
ネピアン川に最初に橋がかかったのは、1856年のことであるが、最初の橋は洪水で流出した。シドニーからペンリスに鉄道が延伸したのは、1863年のことであり、1865年には学校が建設された。1871年には、ペンリスは、地方公共団体（ミュニシパリティ)となり、1959年には、周辺のサバーブとともに、シティ・オブ・ペンリスを形成している。シティ・オブ・ペンリスの市役所が設けられている。

## 地理

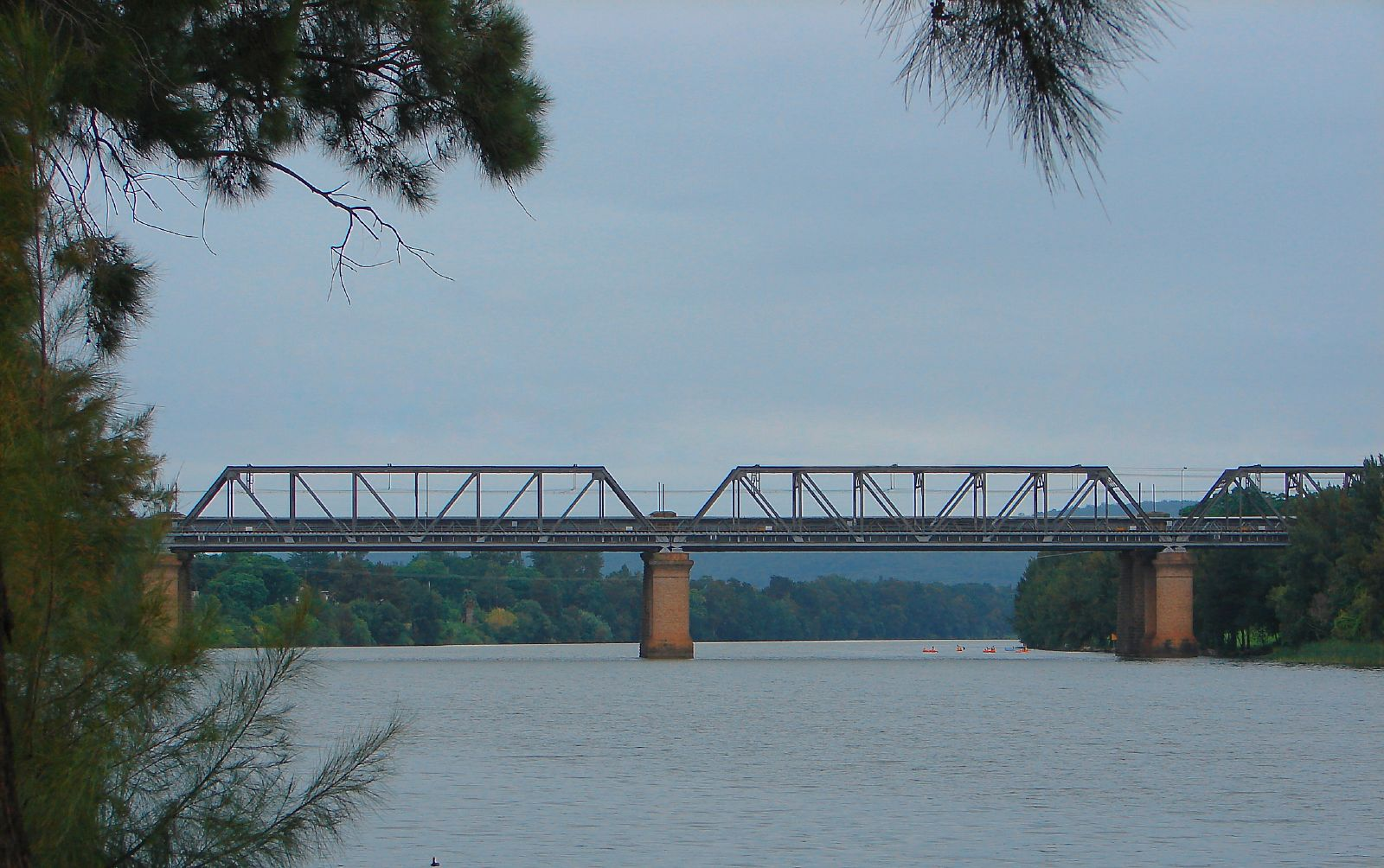
ネピアン川にかかるヴィクトリア橋。エミュー・プレーンズとつながる。

ペンリスは、カンバーランド平原の西端に位置し、おおむね、平坦な町である。カンバーランド平原は、北はウィンザー、東はパラマッタ、南はサールメア間で広がる平原である。ネピアン川がサバーブの西端を流れ、ブルー・マウンテンズの山々を眺望することができる。

### 気候
ペンリスの気候は、温暖湿潤気候（Cfa）に分類される。シドニー中心業務地区（CBD）よりも内陸部に位置するため、夏や冬の夜は、シドニーよりも幾分温度が低く、極端な例では10度も温度が違うこともある。一般的な夏は18度から30度、冬は6度から18度までの間を推移する。また、海から遠く、シドニーCBDでは海洋性のスコールが降ることがあるが、ペンリスではそれがないため、降水量に関しては300から400mm少ない。平均年間降水量は698.6mmである。過去の最高気温は2001年1月に記録した46度である。
もっとも湿潤な時期は10月から3月、春から夏にかけてであり、逆に4月から9月は降水量が少ない傾向である。とはいえ、年間を通じた降雨量としては特定の月に突出して雨が降るという気候ではない。
| Penrithの気候          | Penrithの気候 | Penrithの気候 | Penrithの気候 | Penrithの気候 | Penrithの気候 | Penrithの気候 | Penrithの気候 | Penrithの気候 | Penrithの気候 | Penrithの気候 | Penrithの気候 | Penrithの気候 | Penrithの気候  |
| 月                     | 1月           | 2月           | 3月           | 4月           | 5月           | 6月           | 7月           | 8月           | 9月           | 10月          | 11月          | 12月          | 年             |
| ---------------------- | ------------- | ------------- | ------------- | ------------- | ------------- | ------------- | ------------- | ------------- | ------------- | ------------- | ------------- | ------------- | -------------- |
| 最高気温記録 °C （°F） | 46.0 (114.8)  | 45.0 (113)    | 40.6 (105.1)  | 34.2 (93.6)   | 28.4 (83.1)   | 26.0 (78.8)   | 25.2 (77.4)   | 29.7 (85.5)   | 35.8 (96.4)   | 38.9 (102)    | 43.0 (109.4)  | 41.8 (107.2)  | 46.0 (114.8)   |
| 平均最高気温 °C （°F） | 30.7 (87.3)   | 29.4 (84.9)   | 27.5 (81.5)   | 24.6 (76.3)   | 21.0 (69.8)   | 18.3 (64.9)   | 17.7 (63.9)   | 19.7 (67.5)   | 23.1 (73.6)   | 25.8 (78.4)   | 26.8 (80.2)   | 29.3 (84.7)   | 24.6 (76.3)    |
| 平均最低気温 °C （°F） | 18.3 (64.9)   | 18.4 (65.1)   | 16.6 (61.9)   | 12.9 (55.2)   | 9.6 (49.3)    | 6.6 (43.9)    | 5.4 (41.7)    | 6.2 (43.2)    | 9.5 (49.1)    | 12.1 (53.8)   | 14.6 (58.3)   | 16.8 (62.2)   | 12.3 (54.1)    |
| 最低気温記録 °C （°F） | 11.3 (52.3)   | 11.6 (52.9)   | 8.3 (46.9)    | 3.6 (38.5)    | 2.1 (35.8)    | −0.5 (31.1)   | −1.4 (29.5)   | −0.5 (31.1)   | 2.5 (36.5)    | 5.0 (41)      | 7.8 (46)      | 9.8 (49.6)    | −1.4 (29.5)    |
| 降水量 mm （inch）     | 91.6 (3.606)  | 122.8 (4.835) | 65.8 (2.591)  | 38.9 (1.531)  | 44.5 (1.752)  | 48.7 (1.917)  | 31.6 (1.244)  | 29.4 (1.157)  | 32.1 (1.264)  | 58.4 (2.299)  | 78.6 (3.094)  | 58.1 (2.287)  | 698.6 (27.504) |
| 出典：                 |               |               |               |               |               |               |               |               |               |               |               |               |                |

## 対外関係

### 姉妹都市・提携都市
- 白山市（日本国 中部地方 石川県）
  - 1995年（平成7年）10月9日 - 旧松任市と親善友好都市提携。2005年に白山市として親善友好都市の再調印を行った。両市の高校生を毎年交互に派遣する交流を行っている。

## 経済

### 第三次産業

#### 商業
ペンリスは、グレーター・ウェスタン・シドニーのなかでも商業が集積している。ペンリス駅南口にあり、最大は、300の小売店を併設するウェストフィールド・ペンリスである。

## 交通

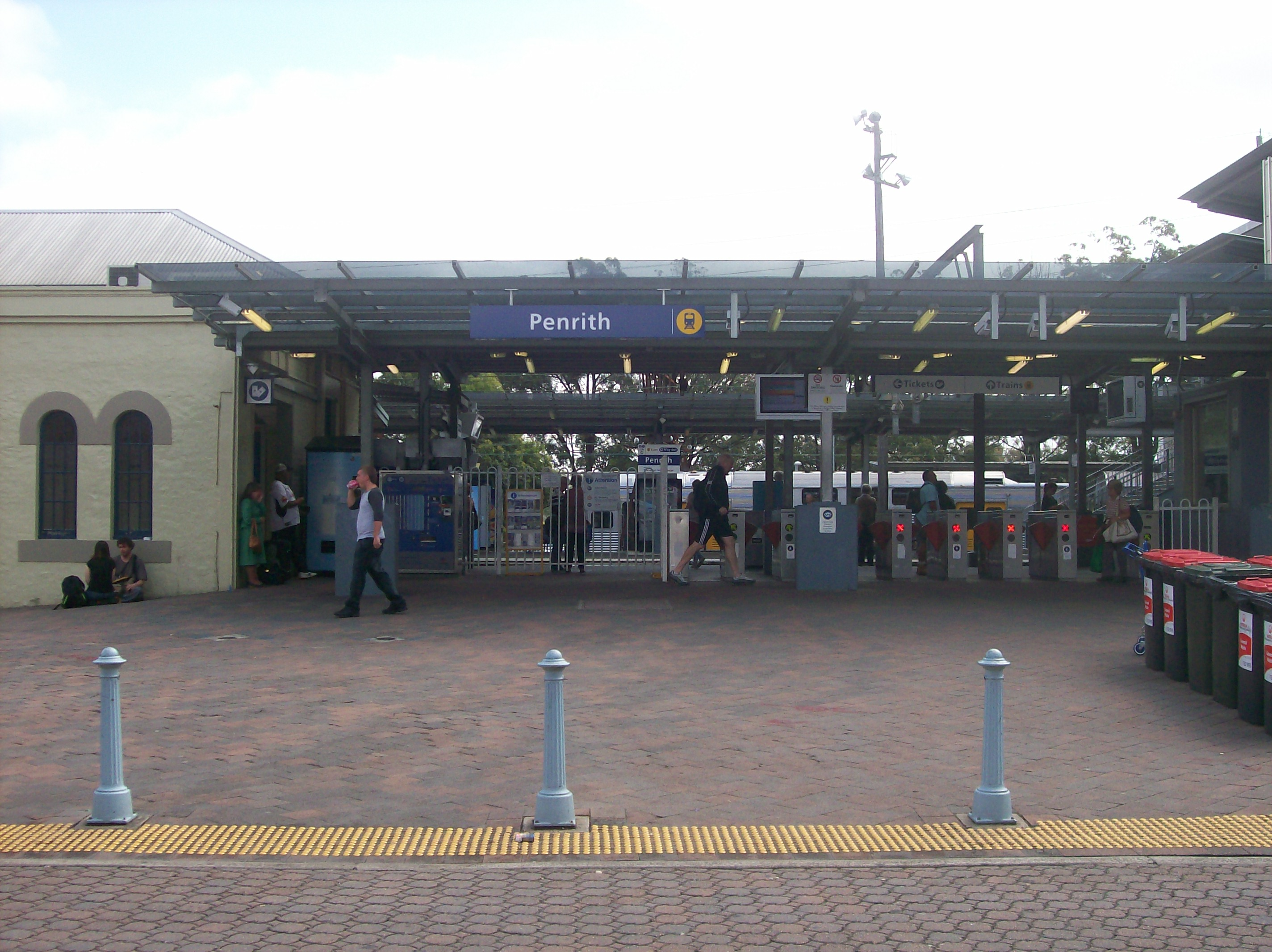
ペンリス駅

### 鉄道
ペンリスの中心にあるペンリス駅は、シドニー・トレインズ・ノース・ショア・ノーザン&ウェスタン線における主要駅である。

### バス

#### バスターミナル
ペンリス駅には、バスターミナルが設けてある。

### 道路

#### 州道
ペンリスは、シドニーからブルー・マウンテンズへ走る東西の道路と南北を走るマルゴア・ロード（ニューサウスウェールズ州道14号線）の交差点で交通の要衝でもある。